# Festung Europa (Film)
Festung Europa ist ein Film des Regisseurs Želimir Žilnik über das Schicksal von Migranten, die erfolglos versucht haben, illegal in die Europäische Union einzuwandern.
Er weist zum einen auf die komplexen Motive hin, die zu Einwanderungsversuchen führen, und vermittelt andererseits auch einen Eindruck von der bedrückenden Situation derer, die zwar erfolgreich eingewandert sind, aber illegal bleiben, weil sie nicht den EU-Richtlinien entsprechen.